# 枸橘弄駅
枸橘弄駅（くきつろうえき）は、中華人民共和国浙江省杭州市上城区東寧路と機場路の交差点に位置する杭州地下鉄6号線の駅である。

## 歴史
- 2021年11月6日：開業[2]。

## 駅構造
島式ホーム1面2線を有する地下駅。駅の火車東站（東広場）方には上下線をつなぐ片渡り線が設置されている。

### のりば
案内上ののりば番号は設定されていない。
| 路線    | 方向 | 行先                                   |
| ------- | ---- | -------------------------------------- |
| ■ 6号線 | 下り | 火車東站（東広場）・桂花西路・双浦方面 |
| ■ 6号線 | -    | 未使用                                 |

（出典：杭州地下鉄：站内空间示意图）

## 駅周辺
- 広宇東潤ビル
- 浜江・曙光之城
- 東港空間
- 東港嘉苑
- 天誉湾

## 隣の駅
杭州地下鉄
■ 6号線
火車東站（東広場）駅 - 枸橘弄駅